# De verteller
De verteller, of Een idioticon voor zegelbewaarders is een roman van Harry Mulisch uit 1970. Het centrale onderwerp van het boek is oorlog, een vaak terugkerend thema in Mulisch' werk.
De roman is vooral bekend om zijn experimentele stijl, die zich onder meer kenmerkt door het gebruik van moeilijke woorden, tekeningen tussen de tekst door, diverse literaire parodieën en weinig chronologie. Daardoor is het boek als een ontoegankelijk werk bekend komen te staan, en recensenten waren er vernietigend over. Hierover ontstemd schreef Mulisch in 1971 een non-fictieboek, De Verteller verteld, waarin hij de roman verduidelijkt en zijn ontstaansgeschiedenis weergeeft.

## Verhaal
De speculant Joris Sytszma rijdt in zijn sportwagen naar de haven. Daar gaat hij aan boord van zijn motorjacht. Hij heeft die dag zijn tanden laten trekken en in afwachting van de prothese verbergt hij zich op boot. Aan boord denkt hij terug aan zijn familie, zijn moeder Mensje en haar tweelingzuster Eitje, zijn oom Leonard Neeve die met Eitje was getrouwd, en vooral aan Jesse, zijn halfbroer.  Hij herinnert zich nog de bezetting van zijn land, Bolland, door het buurland Duisterland. Bolland is een vreemd land waarin de fabeldieren vrij rondlopen en vliegen, terwijl zeldzame dieren als de kip en de herdershond in de dierentuin zijn te zien. Joris weet nog hoe de Bollandse weermacht eruitzag, ze droegen maliënkolders en harnassen en waren uitgerust met haakbussen en hellebaarden.  Hij weet ook nog dat zijn moeder Mensje en zijn tante Eitje door hun broer zijn genomen en zwanger geraakt. Eitje heeft echter de oude postzegelhandelaar Leonard Neeve verleid en doet net alsof haar kind, Jesse, zijn zoon is. Later in de oorlog spioneert Joris voor de oude Neeve en ontdekt dat zijn tante Eitje een verhouding heeft met een Duitser. Na de oorlog wordt Eitje door het verzet kaalgeschoren. Joris heeft zijn hele leven een schuldgevoel gehad over Jesse die als achttienjarige omkwam. Aan het eind van het boek ontdekt hij In een geheimzinnig huis dat bewoond wordt door negen vrouwen, dat Jesse niet dood is maar verdwenen.

## De vorm is de inhoud
‘’De verteller’’ is de opvolger van ‘’Het stenen bruidsbed’’ uit 1959. In de elf jaar tussen beide romans zit een periode waarin Mulisch geen romans publiceerde. Wel veel non-fictie, maar geen fictie. De reden hiervoor was een ware worsteling tussen Mulisch en de vorm van zijn romans. Mulisch worstelde met die vorm, die voor hem belangrijker was dan de inhoud.  Het resultaat was uiteindelijk een boek dat alleen nog maar vorm was en nauwelijks inhoud. De vorm is de inhoud geworden.  Het is alsof de schrijver de lezer uit zijn luie stoel wil halen om hem te dwingen voortdurend heen en weer te bladeren, raadsels op te lossen en informatie op te zoeken. Door het boek heen zijn bijvoorbeeld ‘zegels’ toegevoegd die zijn samengesteld uit stijlcitaten uit bijvoorbeeld  Ot en Sien, James Bond en Winnetou. Maar in die ‘zegels’ loopt het verhaal gewoon door al is Jesse dan plotseling de Russische spion Jessenin of de comanche Poyyo.  Ondanks alle afleidingsmanoeuvres houdt Mulisch toch een strakke indeling aan. Op elke ‘zegel’ volgt een hoofdstuk, gevolgd door een brieffragment, gevolgd door een hoofdstuk. Dit vormt het houvast voor de lezer, die dit boek nooit na één keer lezen in zijn geheel kan volgen. Voor Mulisch was dat de ultieme uitdaging een roman te schrijven waarin de lezer wordt gedwongen zich een weg te banen door een waar labyrint. De volhouder krijgt de ultieme beloning, een leeservaring, dat wil zeggen de reis is leuker dan de bestemming.  Het experiment bleek echter niet aan te slaan en in zijn volgende romans zou Mulisch weer terugkeren naar traditionelere romanvormen.

## Structuur
In het boek volgen er tien 'zegels' elkaar op: hoofdstukken waarin literaire stijlen geparodieerd worden. Elk zegel behalve het laatste wordt door twee 'gewone' hoofdstukken gevolgd, die van elkaar worden gescheiden door een fragment uit de brief die de antagonist Jesse aan de protagonist Joris schrijft. Inhoudelijk volgen de hoofdstukken en de brieffragmenten op elkaar; voor de zegels geldt dit ook, zoals Mulisch in De verteller verteld verklaarde, maar dit is minder evident. Er zijn in het totaal, naast tien zegels, negen brieffragmenten en achttien hoofdstukken.

## De zegels
In het tweede deel van De Verteller verteld wordt verklaard welke werken er in de tien zegels geparodieerd zijn. Het eerste en het tiende zegel bestaan slechts uit tekeningen; het eerste is een puzzelplaatje waarbij de lezer punten moet verbinden om zo een tekening van twee embryo's te verkrijgen, het tiende toont het sterrenbeeld Tweelingen. In zegels twee tot en met negen parodieert Mulisch onder andere Karl May, James Bond van Ian Fleming en De jeugd van Beethoven van I. Querido. Het verhaal loopt in de zegels gewoon door, maar dan vermengd met diverse elementen uit de parodieën. Dit schept een effect van verwarring, er waren dan ook critici die beweerden dat de zegels een totaal nutteloos onderdeel van het boek vormden.

## Symboliek
In ‘’De Verteller’’ komt de gebruikelijke symboliek van Mulisch weer terug. In de eerste plaats is er het spiegeleffect, Joris en Jesse lijken sprekend op elkaar alleen heeft de één een bruin linkeroog en een blauw rechteroog en vice versa. Ook Eitje en Mensje zijn elkaars spiegelbeeld. Jesse is verder een held met messiaanse trekken, hij lijkt op Jezus die sterft en weer opstaat uit de dood. Joris speelt daarbij de rol van Judas. Het brood dat in het boek regelmatig terugkeert speelt ook een belangrijke rol in de Christelijke eucharistie. Het eten van het lichaam van Christus wordt in de roman gesymboliseerd door het eten van een haarlok.  Het verraad van Joris/Judas speelt sowieso een grote rol in de roman. Joris verraadt Jesse voor geld, eerst een kwartje en later voor een rijksdaalder, net zoals Judas Jezus zou hebben verraden voor dertig zilverlingen. In het hoofdstuk over het huis beschrijft Mulisch negen vrouwen, herkenbaar zijn Alice Schwarz, zijn moeder, Frieda, de huishoudster van de familie Mulisch, Sjoerdje Woudenberg, de vrouw van Mulisch, en verder Ada en Ineke, zijn twee ex-vriendinnen. In vrijwel alle romans van Mulisch komt wel een tandarts voor of spelen tanden een belangrijke rol. Voor Mulisch zijn tanden het symbool van verstening, het stilzetten van de tijd. Als de tanden van Joris worden getrokken, komt ook de tijd even tot rust en komen de herinneringen naar boven.